# Acidobacterium
Acidobacterium es un género de bacterias gramnegativas de la familia Acidobacteriaceae. Fue descrito en el año 1991. Su etimología hace referencia a bacteria ácida. Son bacterias aerobias y de movilidad variable. Son acidófilas, con temperaturas de crecimiento variables, entre mesófilas y termófilas. Se encuentran en suelos y aguas ácidas. 

## Taxonomía
Actualmente existen 2 especies descritas:
- Acidobacterium ailaaui
- Acidobacterium capsulatum